# Mein liebster Feind
Mein liebster Feind - Klaus Kinski (br.: Meu melhor inimigo) é um documentário alemão de 1999 dirigido por Werner Herzog. O tema são as reminiscências do diretor que conta sua tumultuada relação profissional com o ator Klaus Kinski, com o qual realizou cinco filmes. Além de imagens dessas produções que fizeram juntos, do retorno de Herzog ao local das locações e mostrar algumas gravações de bastidores, o documentário conta com depoimentos das atrizes Eva Mattes e Claudia Cardinale e membros das equipes técnicas.

## Enredo
O documentário começa com cenas de Klaus Kinski na excursão com o espetáculo Jesus, na qual Kinski interpretava o próprio, quando o ator discute com o público furiosamente. Kinski deixou o espetáculo para protagonizar o primeiro filme com Herzog, Aguirre, a cólera de Deus (1972). Foi o primeiro dos cinco que a dupla colaborou na realização. Os outros foram Nosferatu (1978); Woyzeck (1979); Fitzcarraldo (1982) e Cobra Verde (1987).
Depois da cena de Jesus, Herzog apresenta o prédio de apartamentos em que morou junto com o ator, quando o diretor ainda era um garoto de 12 anos e estava com a família. Herzog não economiza nas lembranças das loucuras de Kinski, como quando ele se prendera no banheiro por quarenta e oito horas seguidas e o destruiu. Herzog disse que até então não sabia que alguém pudesse ter um acesso de raiva tão duradouro.
Herzog também mostra cenas que o impressionaram no primeiro filme que viu Kinski atuar. Depois o diretor começa a contar suas lembranças dos filmes de ambos, começando por Aguirre e inclui cenas de Burden of Dreams, um documentário sobre as filmagens de Fitzcarraldo, que ilustra bem as dificuldades de relacionamento dos dois. Nos cenários da América do Sul onde foram feitos os filmes, Herzog e alguns que participaram do trabalho relembram mais algumas das loucuras cometidas por Kinski: o guia nativo que foi figurante em Aguirre mostra a cicatriz que ficou em sua cabeça, depois que o ator o atingiu violentamente com uma espada durante uma cena; e em Fitzcarraldo, o diretor diz que o chefe dos índios (que também aparecera como figurante) perguntou a ele, após as filmagens, se queria que seus homens matassem Kinski. No entanto Herzog confessa que os índios, que pareciam com medo nas cenas, lhe contaram que o medo que de fato sentiam não era dos constantes gritos de Kinski, mas do silêncio dele próprio. Herzog também conta a sua versão do incidente que foi publicado pela imprensa, de que dirigira todas as cenas com um rifle do lado da câmera. Ele conta que Kinski realmente esteve para deixar as filmagens, quando então o diretor o interpelou e o ameaçou, dizendo que usaria seu rifle nele, dando-lhe oito tiros e reservando o nono para si próprio.
Eva Mattes, que trabalhou em Woyzeck e foi premiada, antes de seu depoimento é apresentada por Herzog como a única pessoa que ele ouvira a só falar bem de Kinski. Claudia Cardinale (de Fitzcarraldo), conta ter sido avisada sobre a loucura do ator, mas que ele lhe tratou sempre muito bem.
O documentário encerra com uma bonita sequência de Kinski brincando com uma borboleta das selvas do Peru.

## Citação
Werner Herzog: "People think we had a love-hate relationship. Well, I did not love him, nor did I hate him. We had mutual respect for each other, even as we both planned each other's murder".
Tradução:
"As pessoas acham que nós mantínhamos uma relação de amor e ódio. Bem, eu não sentia amor por ele, nem o odiava. Nós nos respeitávamos mutuamente, mesmo que tivéssemos cada um planejado assassinar o outro".

## Prêmios
- 1999: Nomeado para o prêmio European Film Awards (melhor documentário)[2]
- 1999: Prêmio da audiência (melhor documentário) da Mostra Internacional de Cinema de São Paulo[3]